# Степовое (Пятихатский район)
Степовое (укр. Степове) — село,
Лиховский поселковый совет,
Пятихатский район,
Днепропетровская область,
Украина.
Код КОАТУУ — 1224555602. Население по переписи 2001 года составляло 66 человек .

## Географическое положение
Село Степовое примыкает к пгт Лиховка.
Через село проходит автомобильная дорога Т-0423.